# Giuseppe Ogna
Giuseppe Ogna (né le 5 novembre 1933 à Sant'Eufemia della Fonte (it), une frazione de Brescia, en Lombardie  et mort le 8 mai 2010 à Brescia) est un coureur cycliste italien. Il a été champion du monde de vitesse individuelle amateur en 1955 à Milan et médaillé de bronze du tandem aux Jeux olympiques de 1956 à Melbourne avec Cesare Pinarello. Il a ensuite été professionnel de 1957 à 1968.

## Palmarès sur piste

### Jeux olympiques
- Melbourne 1956
  -  Médaillé de bronze du tandem (avec Cesare Pinarello)

### Championnats du monde
- Milan 1955
  -  Champion du monde de vitesse individuelle amateurs

### Championnats nationaux
- Champion d'Italie de vitesse individuelle amateur en 1954
- Champion d'Italie de tandem en 1954 (avec Celestino Oriani)
- Champion d'Italie de vitesse individuelle professionnel en 1958

### Autres compétitions
- Grand Prix de Copenhague amateur en 1955
- Six jours d'Adélaïde en 1962 (avec Nino Solari)
- Six jours de Launceston en 1963 (avec Warwick Dalton)

## Palmarès sur route
- 1955
  - Milan-Busseto